# Gastrodia sesamoides
Gastrodia sesamoides är en orkidéart som beskrevs av Robert Brown. Gastrodia sesamoides ingår i släktet Gastrodia och familjen orkidéer. Inga underarter finns listade i Catalogue of Life.